# AT-S
AT-S（ロシア語: Артиллерийский Тягач, Средний）は、1940年代後半にソビエト連邦で開発された装軌式の砲兵トラクターである。AT-Sの名称はロシア語で"中型砲兵トラクター"の意味である。
また、後述する後継車種のATS-59との区別のため、本車の呼称についてAT-S 712、あるいはATS-712などとも表現される。

## 概要
AT-Sは1940年代後期に開発された車両で、16トンの牽引力と3トンの積載能力を持っている。これは、同時期に開発された重砲兵トラクター"AT-T"（25トンの牽引力と5トンの積載能力）および、軽砲兵トラクター"AT-L"（6トンの牽引力と2トンの積載能力）の中間に位置するもので、AT-Sは口径100mm・152mmの榴弾砲や、KS-19 100mm高射砲の牽引に用いられた。
AT-Sはカーゴトラックのような車体上部に装軌式の走行装置を持っており、キャブ部分はAT-TやAT-Lとは異なり角ばった形状で前後に長く、片側2箇所の昇降ドアを持ち、乗員7名が搭乗可能なものとなっている。
AT-Sは1950年代後半まで生産され、多くのソ連友好国に輸出された。1959年以降は後継車種として開発されたATS-59の生産に切り替えられた。

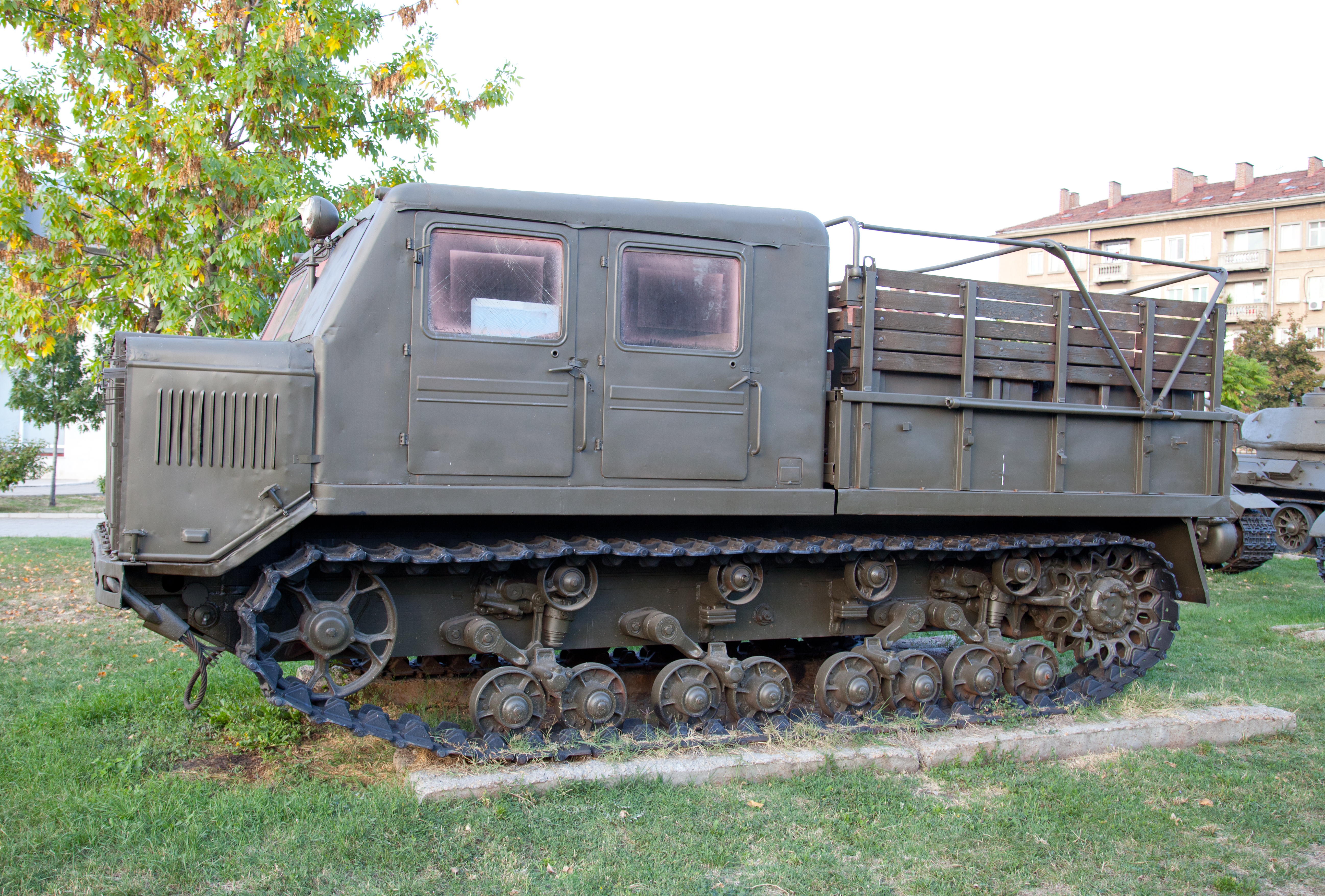
車体側面
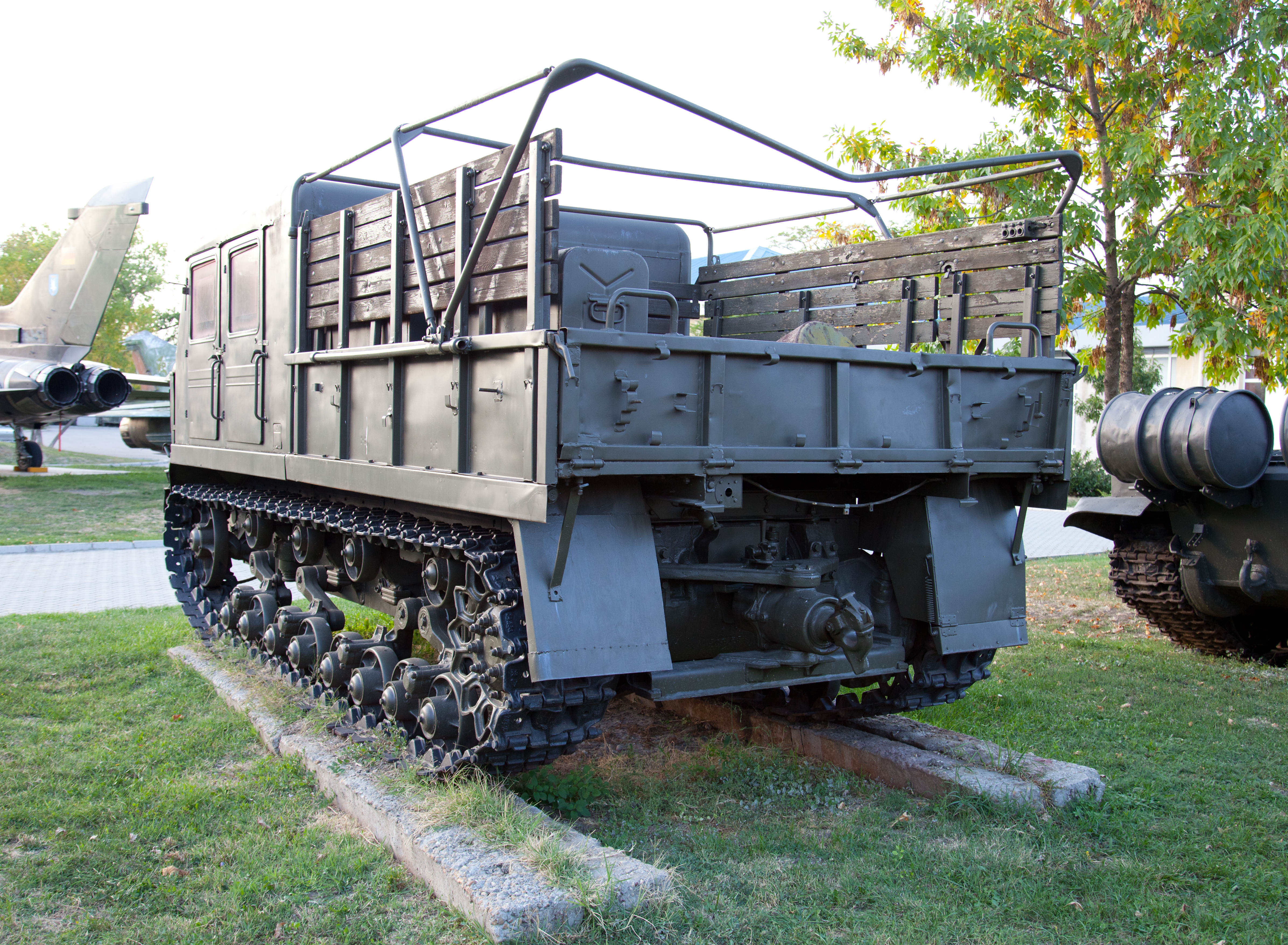
後方より
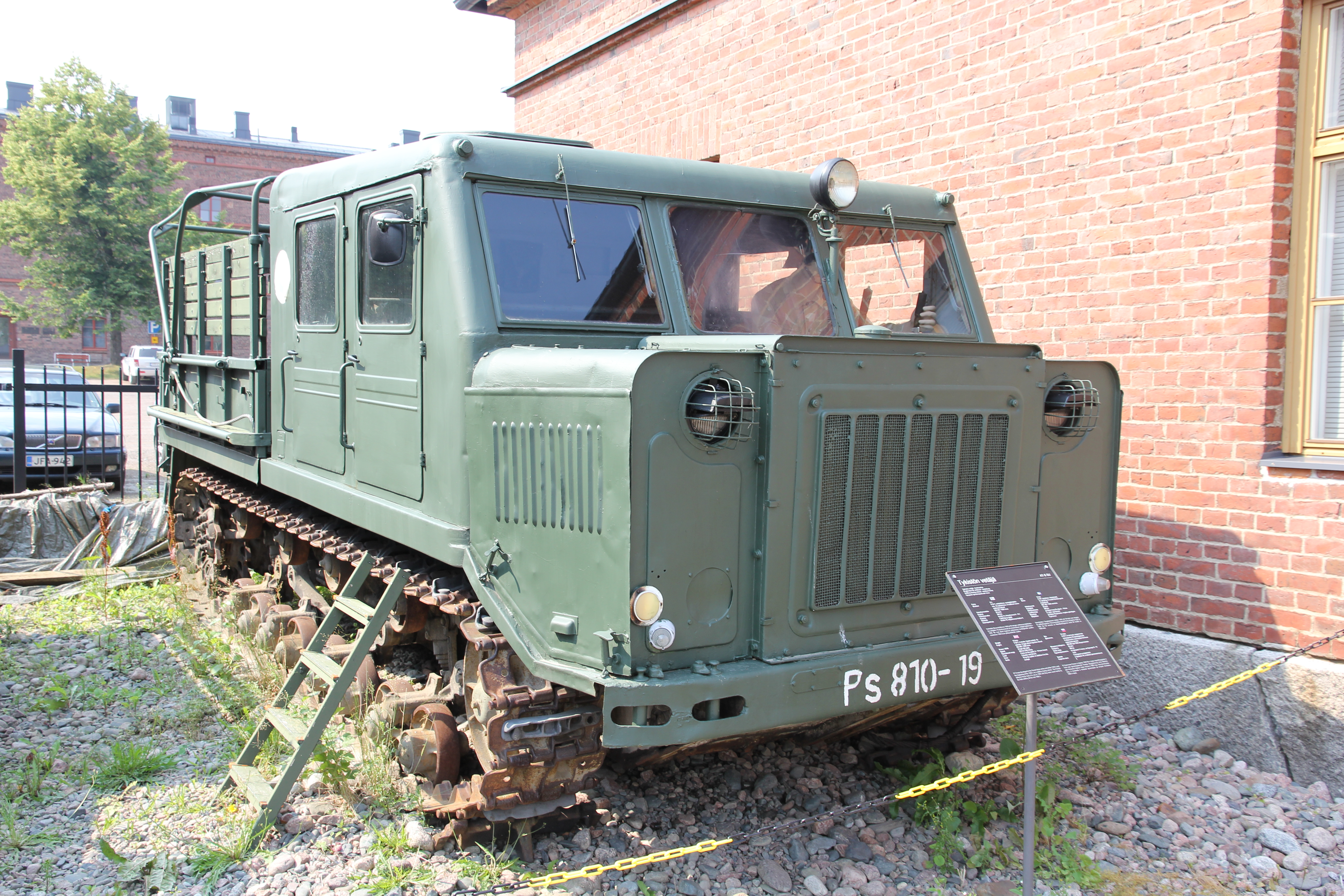
ハメーンリンナ砲兵博物館の展示車両

## 派生型
AT-Sの派生車種として"BM-24T"が知られている。BM-24TはAT-Sの荷台に相当する部分に240mm多連装ロケット砲"BM-24"の12連装発射機を搭載した車両である。BM-24Tはおそらく、ベースとなったAT-Sよりも長い期間、現役で使用されたと見られる。
また、荷台部分に放水設備やはしごを備えた、消防車型の"APP-20"も開発されている。

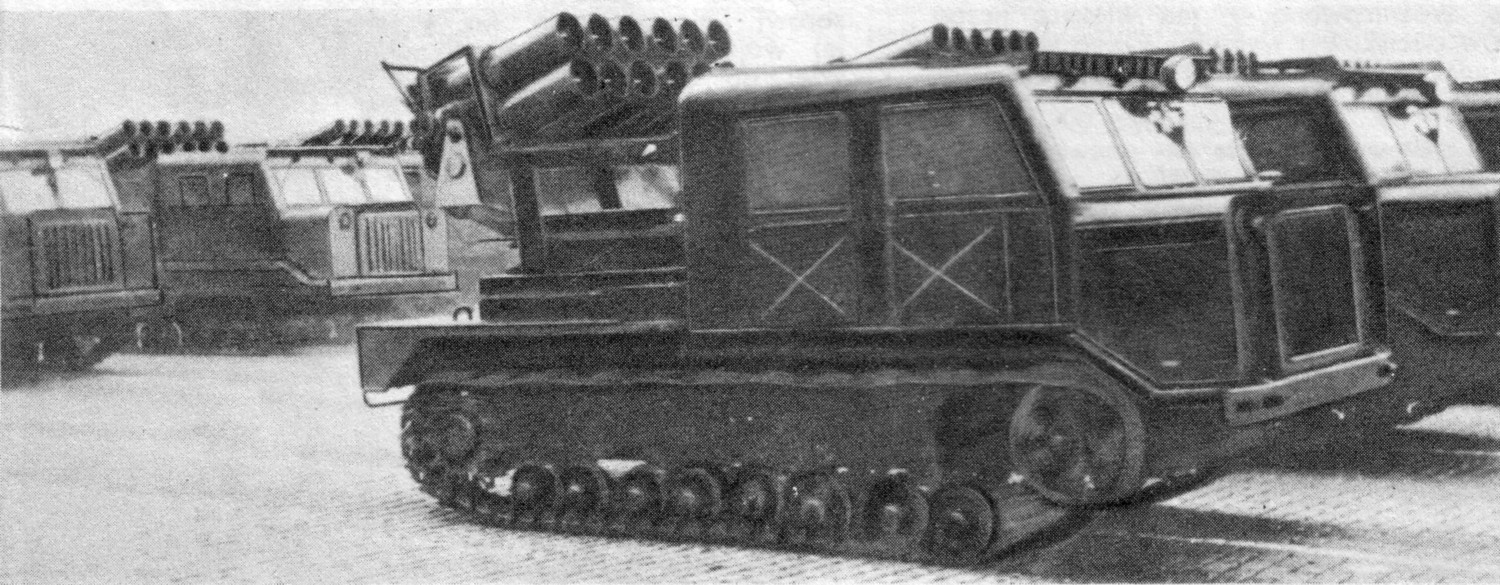
BM-24T
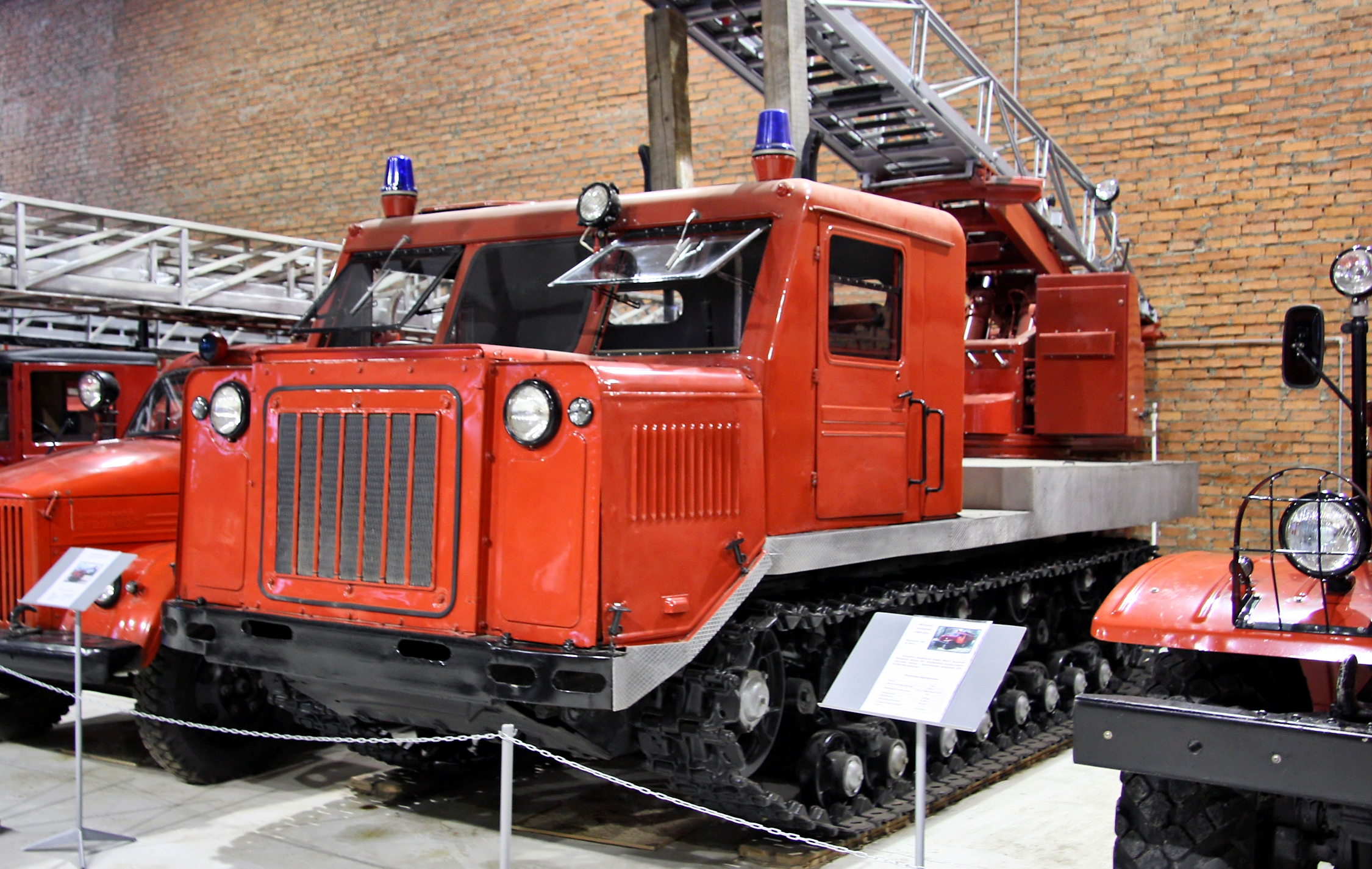
APP-20